# PKP-Baureihe Ld1
Die Baureihe Ld1 der Polnischen Staatsbahnen (PKP) sind Schmalspur-Diesellokomotiven für die Spurweite 600 mm. Außer den Lokomotiven für die PKP wurden unter den Typbezeichnungen Wls40 und Wls50 Maschinen an Industriebahnen geliefert.

## Wls40

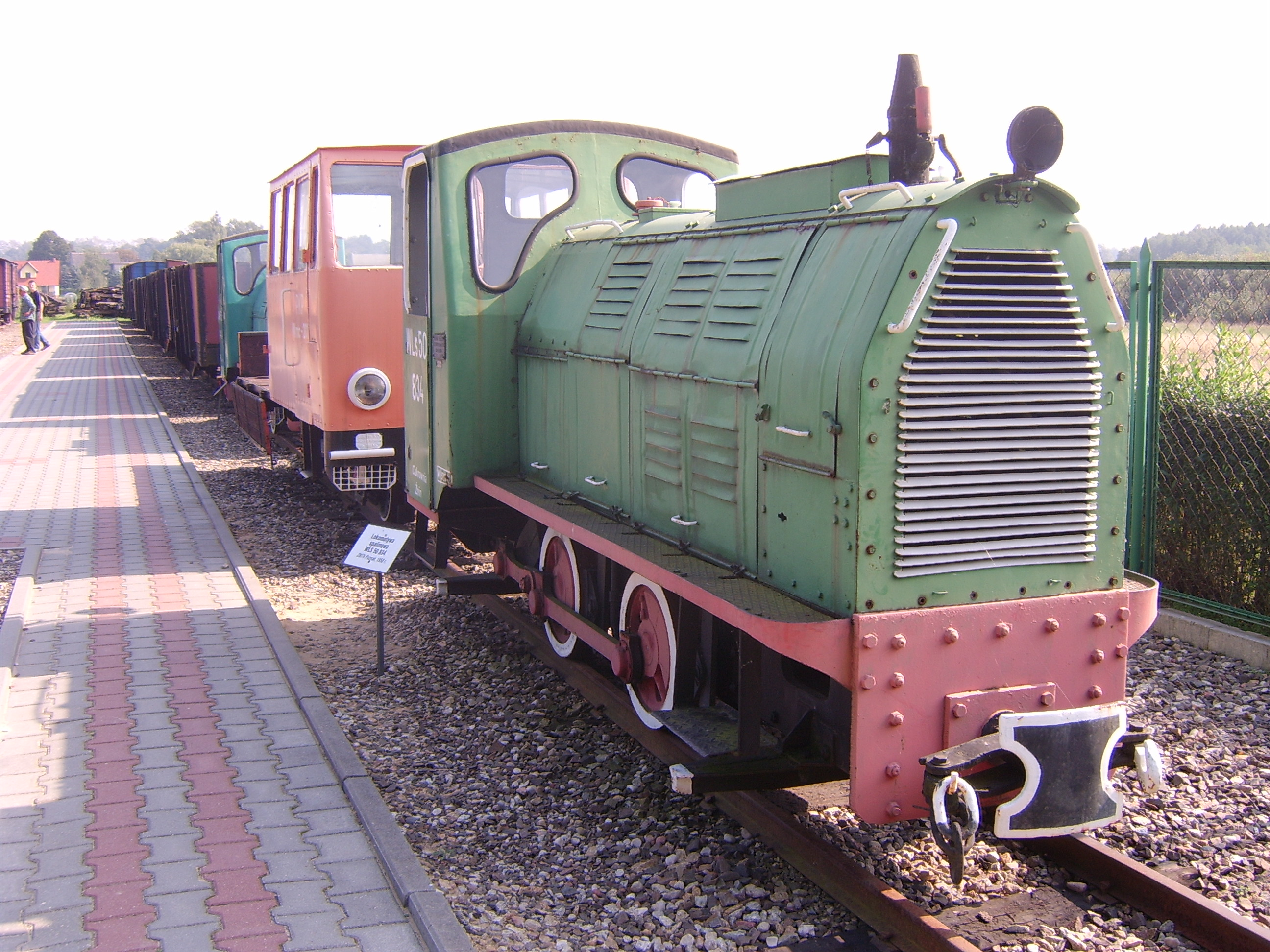
Wls40 im Schmalspurbahnmuseum Wenecja

Auf der Grundlage der vor dem Zweiten Weltkrieg in Lizenz von der Firma KHD beschafften Grubenlokomotive mit der Bezeichnung 1DK entwickelte Fablok in Chrzanów diese Lokomotive, die dieselbe Antriebskonfiguration und zusätzlich ein über den Motorraum ragendes kleinen Führerhaus besaß.
Angetrieben wurde die Lokomotive von einem kleinen 40 PS starken Vierzylindermotor der Firma Wytwórnia Silników Wysokoprężnych Andoria in Andrychów. Der Motor war mit einem mechanischen Vierganggetriebe verbunden, das eine Weiterentwicklung des Lizenzgetriebes von KHD war. Das Getriebe besaß außerdem einen Rückwärtsgang. Die Radsätze waren gleitgelagert. Angelassen wurde der Motor von Hand aus über eine Handkurbel.
Die ersten Exemplare der Lok wurden von WSABP, Warschau gefertigt. Die Serienexemplare wurden danach bei Poznańskie Zakłady Naprawcze Taboru Kolejowego (ZNTK) in Posen gebaut. Von der Variante mit 40-PS-Motor wurde 883 Exemplare gefertigt.
Die einzelnen Buchstaben der PKP-Bezeichnung „Ld1“ stehen für
- L: zweiachsige Diesellokomotive
- d: Hochdruckverbrennungsmotor
- 1: mechanische Kraftübertragung

Die Werksbezeichnungen Wls40 und Wls50 stehen für eine Schmalspur (W) -Verbrennungsmotorlokomotive (ls) mit entsprechender Motorleistung.

## Wls50

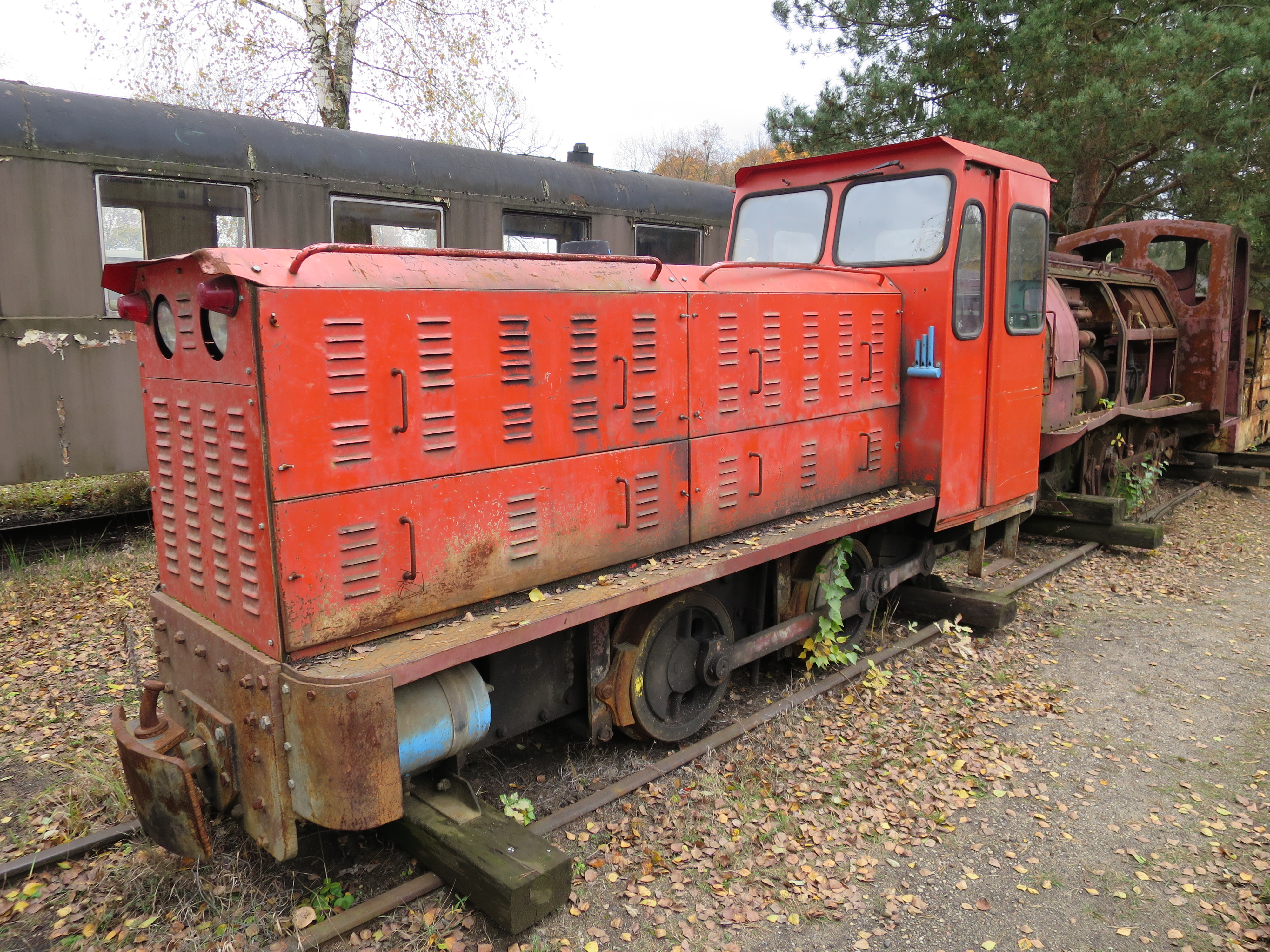
Wls50M3 (modernisiert) im Schmalspurbahnmuseum in Rudy (Kuźnia Raciborska)

Von 1958 bis 1975 wurde eine Variante mit einem sparsameren und leistungsstärkeren Motor gebaut, die die Werksbezeichnung WLs 50 erhielt. Von dieser Variante wurden 1090 Exemplare hergestellt.

## Verwendung für andere Spurweiten in Polen

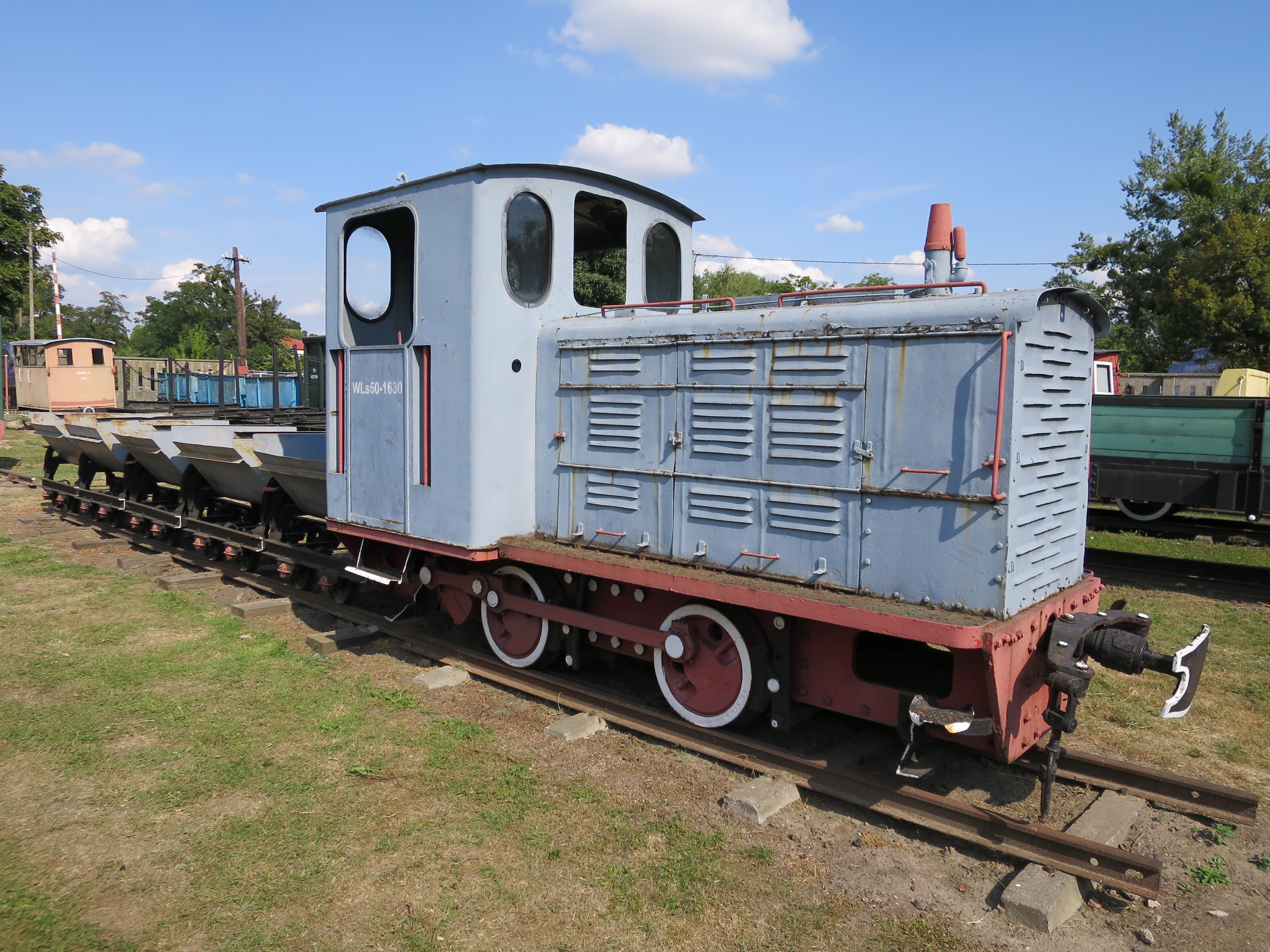
2Wls50-1630 im Schmalspurbahnmuseum Sochaczew

Ab 1954 wurden unter den Bezeichnungen 2WLs40/2WLs50 bei ZNTK in Posen 47 Lokomotiven 2WLs40 und 153 Lokomotiven 2WLs50 für die Spurweiten 750 mm und 785 mm gebaut. Diese besaßen wiederum einen anderen Vorbau und ein anderes Führerhaus als die ersten Lokomotiven.

## Einsatz und Modernisierungen
Die Lokomotiven wurden auf Industriebahnen und in Industriebetrieben, besonders in der Zuckerfabrikation, verwendet. Eine kleine Anzahl wurde auch vom polnischen Militär verwendet. Von den PKP wurden von beiden Typen je 10 Exemplare eingesetzt, sie erhielten die Bezeichnung Ld1. Zusätzlich zu den polnischen Lieferungen wurden zwölf Wls 40 für den Export nach Nordkorea, zwei Wls 50 für einen Einsatz im sozialistischem Staatenverbund und drei nach Ägypten geliefert.
Während des Produktionszeitraumes wurden kleine Änderungen und Verbesserungen eingebaut sowie von den Eigentümern Verbesserungen vorgenommen. So erhielten die Lokomotiven für die Kupferhütte in Głogów eine Druckluftbremse. Einige Lokomotiven erhielten zudem als Ersatz für das mechanische Getriebe einen dieselhydraulischen Antrieb.